# Media Forest
Media Forest (littéralement « la forêt média » en anglais) est un classement hebdomadaire de musique en Israël, fondé en 2005.